# سسنا ۱۶۰
سسنا ۱۶۰ (به انگلیسی: Cessna 160) یک هواگرد ساختِ کارخانهٔ سسنا در کشور ایالات متحده آمریکا است . این هواگرد برای نخستین بار در ۱۹۶۲ میلادی مورد استفاده قرار گرفت.